# Metoxipentano
Metoxipentano é um éter de fórmula C6H14O